# Zimmernsupra
Zimmernsupra è un comune di 341 abitanti della Turingia, in Germania.
Appartiene al circondario (Landkreis) di Gotha (targa GTH) ed è parte della comunità amministrativa (Verwaltungsgemeinschaft) di Nesseaue.